# 龜甲站
龜甲站（日语：／ Kamenokō eki */?）是位於岡山縣久米郡美咲町原田1757號，屬於西日本旅客鐵道（JR西日本）的津山線車站。

## 歷史
- 1898年（明治31年）12月21日 - 中國鐵道（日语：中鉄バス）本線岡山市站至津山站開通，此站啟用。
  - 當時車站地址是岡山縣久米南條郡豐岡村（日语：豊岡村 (岡山県久米郡)）原田。
- 1900年（明治33年）4月1日 - 隨著久米郡（第二次）成立，車站地址變為岡山縣久米郡豐岡村原田。
- 1904年（明治37年）6月1日 - 隨著加美村（日语：加美町 (岡山県)）成立，車站地址變為岡山縣久米郡加美村原田。
- 1942年（昭和17年）11月3日 - 隨著實施町制，車站地址變為岡山縣久米郡加美町（日语：加美町 (岡山県)）原田。
- 1944年（昭和19年）6月1日 - 中國鐵道的鐵路部門被國有化，成為國有鐵道津山線車站。
- 1955年（昭和30年）1月1日 - 隨著中央町（日语：中央町 (岡山県)）成立，車站地址變為岡山縣久米郡中央町原田。
- 1987年（昭和62年）4月1日 - 伴隨國鐵分割民營化，車站由西日本旅客鐵道（JR西日本）營運。
- 1995年（平成7年）8月9日 - 中央町負擔6000萬日圓，把現時車站大樓改裝為龜的形狀[1]。
- 2004年（平成16年）6月14日 - NHK、BShi的《列島縱斷 鐵路12000公里之旅 〜最長單程車票的42日〜（日语：列島縦断 鉄道12000キロの旅 〜最長片道切符でゆく42日〜）》節目中，於此站進行直播。
- 2005年（平成17年）3月22日 - 隨著美咲町成立，車站地址變為岡山縣久米郡美咲町原田。

## 車站構造

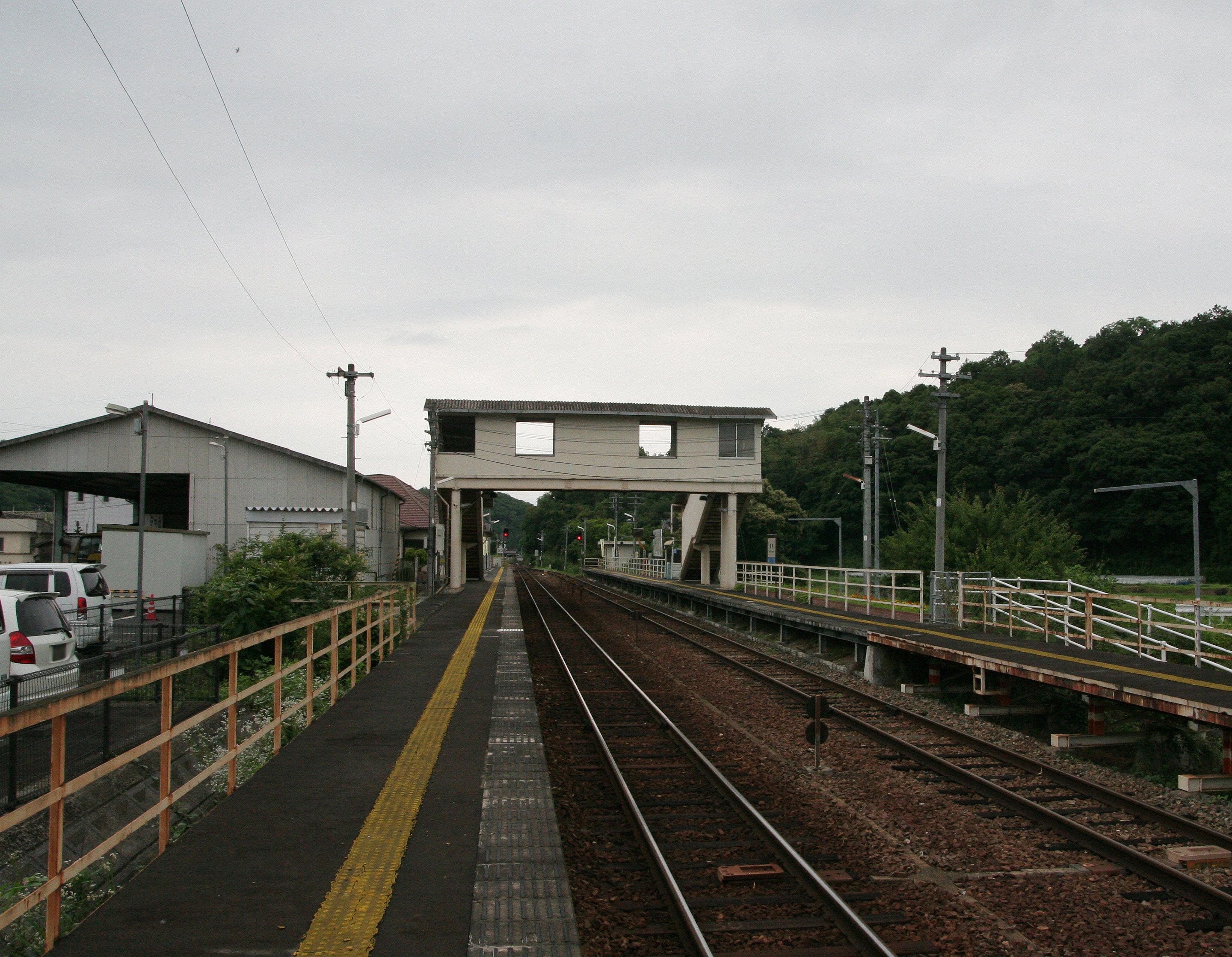
月台(2008年6月)

本站是地面車站，設有2面2線的相對式月台，可進行列車交會。兩月台之間設有跨線橋連接。此站設有候車室。站房位於上行1號月台側。1號月台為上下行本線，2號月台是上下行副本線與一線通過結構。
此站是由津山站管理的簡易委託車站。除了早上和深夜除外，售票櫃臺均會進行售票業務。櫃檯處曾設有流動售票機發售車票，現時使用POS終端。
站房的外觀設計是龜，大樓屋頂呈八角形，也設有龜頭裝飾，龜頭的頭是時鐘。站內設有龜的雕像和資料。此站設有廁所，為男女分開的濕廁。

### 月台
| 月台 | 路線   | 上下行 | 方向           | 備註             |
| ---- | ------ | ------ | -------------- | ---------------- |
| 1    | 津山線 | 上行   | 津山方向       |                  |
| 1    | 津山線 | 下行   | 福渡、岡山方向 | 通常使用此月台。 |
| 2    | 津山線 | 下行   | 福渡、岡山方向 | 列車交會時使用。 |

## 利用狀況
以下為近年1日平均乘車人次列表：
| 乘車人次變化 | 乘車人次變化    |
| 年度         | 1日平均乘車人次 |
| ------------ | --------------- |
| 1999         | 338             |
| 2000         | 350             |
| 2001         | 333             |
| 2002         | 304             |
| 2003         | 306             |
| 2004         | 299             |
| 2005         | 293             |
| 2006         | 282             |
| 2007         | 268             |
| 2008         | 268             |
| 2009         | 255             |
| 2010         | 251             |
| 2011         | 235             |
| 2012         | 242             |
| 2013         | 245             |
| 2014         | 247             |
| 2015         | 254             |
| 2016         | 243             |
| 2017         | 230             |
| 2018         | 222             |

## 車站周邊
- 美咲町公所
- 岡山縣美咲警署（日语：美咲警察署）
- 龜甲郵局
- 中國銀行久米分店
- 天滿屋Happy Mart（日语：天満屋ストア）龜甲店
- 國道53號（日语：国道53号）
- 岡山縣道159號久米中央線（日语：岡山県道159号久米中央線）
- 岡山縣道352號大戶上中央線（日语：岡山県道352号大戸上中央線）

## 巴士路線

### 龜甲站前巴士站
| 巴士公司     | 方向、目的地等                                       | 備註         |
| ------------ | ---------------------------------------------------- | ------------ |
| 有本觀光巴士 | 三保公民館前、津山東高校、津山中央醫院、AEON津山店前 | 假日暫停服務 |

### 美咲町公所巴士站
| 巴士公司       | 方向、目的地等                                       | 備註                 |
| -------------- | ---------------------------------------------------- | -------------------- |
| 有本觀光巴士   | 三保公民館前、津山東高校、津山中央醫院、AEON津山店前 | 假日暫停服務         |
| 有本觀光巴士   | 龜甲站前                                             | 假日暫停服務         |
| CHUO龜池。巴士 | 和田北                                               |                      |
| 分所間巴士     | 綠花公園（香花溫泉）、旭綜合分所、江與味             | 星期六、假日暫停服務 |
| 分所間巴士     | 小原站前、誕生寺支援學校（弓削校地）                 | 星期六、假日暫停服務 |
| 分所間巴士     | 金堀、柵原綜合分所、吉原礦山公園、高下、王子         | 星期六、假日暫停服務 |
| 勝田交通       | 岡山桃太郎機場                                       | 合乘的士             |

## 相鄰車站
西日本旅客鐵道（JR西日本）
 津山線
■快速「壽」（津山站至岡山站之間快速列車）
津山－龜甲－弓削
■快速「壽」（福渡站至岡山站之間快速列車）、■普通
佐良山－龜甲－小原

## 注腳
1. 1 2  . 交通新聞 (交通新聞社). 1995-08-15: 3 （日语）.
2. ↑  .   [2019-12-05]. （原始内容存档于2020-11-06） （日语）.
3. ↑  岡山縣統計年報

## 外部連結
- 龜甲｜車站資訊：JR出門網 - 西日本旅客鐵道（日語）